# Natural Environment Research Council
Das Natural Environment Research Council (NERC) ist der britische Forschungsrat für Umweltforschung. Er unterstützt die britische Forschung, Ausbildung und Wissensvermittlung in allen Bereichen der Umweltwissenschaften.

## Geschichte
Das NERC wurde 1965 als Dachorganisation für verschiedene umweltwissenschaftliche Organisationen (hauptsächlich geographische) gegründet. Bedingt ist die Arbeit des NERC vergleichbar mit dem Wissenschaftförderinstrument Deutsche Forschungsgemeinschaft (DFG), jedoch sind die Kompetenzen und Tätigkeitsfelder des NERC noch weitreichender. So betreibt das NERC eigene Einrichtungen und baut, betreibt und bereedert sämtliche zivilen britischen Forschungsschiffe.
Geschäftsführer (Chairman):
- Graham Sutton (1965–1970)
- V. C. Wynne-Edwards (1971–1978)
- James Beament (1978–1980)
- Hermann Bondi (1980–1984)
- Hugh Fish (1984–1988)

..
- John Krebs, Baron Krebs (1994–1999)
- John Lawton (1999–2005)
- Alan Thorpe (2005–2011)
- Steven Wilson (interim, 2011–2012)
- Duncan Wingham (ab Januar 2012)

## Organisatorische Gliederung
Der Hauptsitz des Rates befindet sich neben den anderen sechs Forschungsräten im Polaris House in Swindon. Die Forschungszentren des NERC übernehmen eine Führungsrolle für die britische Umweltwissenschaftsgemeinschaft und spielen eine bedeutende und einflussreiche Rolle bei internationalen wissenschaftlichen Kooperationen.
- British Antarctic Survey (BAS)
- British Geological Survey (BGS)
- National Centre for Atmospheric Science (NCAS)
- National Centre for Earth Observation (NCEO)
- Centre for Ecology & Hydrology (CEH; 1994–2019), seit 2019 als UK Centre for Ecology & Hydrology (UKCEH) unabhängig

Darüber hinaus unterstützt es eine Reihe kooperativer Kompetenzzentren und fachspezifisch ausgewiesener Umweltdatenzentren für die Speicherung und Verteilung von Umweltdaten.